# Robert Abshagen
Robert Abshagen (12. ledna 1911, Hamburk, Německé císařství – 10. července 1944, Hamburk, Nacistické Německo) byl německý antifašista.

## Životopis
V roce 1931 se stal členem Komunistické strany Německa. Po nástupu nacistů k moci byl v letech 1933 – 1939 vězněn. Od roku 1940 byl členem ilegální odbojové skupiny. V roce 1942 byl opět zatčen gestapem a 2. května 1944 ho soud odsoudil k trestu smrti. 10. července 1944 byl v Hamburku popraven.